# 20. travnja
20. travnja (20. 4.) 110. je dan godine po gregorijanskom kalendaru (111. u prijestupnoj godini).
Do kraja godine ima još 255 dana.

## Događaji
- 1303. – Papa Bonifacije VIII. osnovao Sveučilište La Sapienzu
- 1524. – Jacques Cartier započinje svoju prvu ekspediciju po Kanadi
- 1653. – Oliver Cromwell raspustio je Krnji Parlament Engleske.
- 1792. – Francuska je objavila rat Austriji, čime su počeli Francuski revolucionarni ratovi.
- 1836. – Američki Kongres donio je zakon kojim je stvoren Wisconsin Territory.
- 1912. – Fenway Park u Bostonu, Massachusetts i Tiger Stadium u Detroitu, Michigan su otvoreni.
- 1914. – Vatrena i oružana bitka između Nacionalne garde i štrajkaških rudara iz ugljenokopa u Coloradu dovela je do Ludlowskog masakra u kojem je poginulo 17 ljudi.
- 1923. – Fašistička Italija dekretom zabranila i ukinula slavenska imena mjesta.[1]
- 1929. – Potpisana Sofijska deklaracija.
- 1945. – Otoci Lošinj i Cres oslobođeni su od njemačke okupacije.
- 1961. – Završila je Invazija u Zaljevu svinja.
- 1968. – Pierre Trudeau naslijedio je Lestera B. Pearsona na položaju premijera Kanade.
- 1972. – Apollo 16 je sletio na Mjesec.
- 1999. – Eric Harris i Dylan Klebold ubili su 13 ljudi u masakru u srednjoj školi Columbine.
- 2009. – Blokadom Filozofskog fakulteta u Zagrebu započeli su studentski prosvjedi u Hrvatskoj 2009.
- 2010. – Eksplozija naftne platforme Deepwater Horizon prouzročila je izljev nafte u Meksičkom zaljevu 2010.
- 2020. – Dogovor između Benjamin Netanyahu-a i Benny Gantz-a je postignut za zajedničku upravu vlade u Izraelu.

| - 0570. – Muhamed, utemeljitelj islama - 1568. – Ruža Limska, južnoamerikanska svetica (†1617.) - 1788. – Juraj Haulik, hrvatski kardinal i zagrebački nadbiskup († 1869.) - 1805. – Franz Xaver Winterhalter, njemački slikar († 1873.) - 1808. – Napoleon III. Bonaparte, francuski predsjednik i car († 1873.) - 1816. – Bogoslav Šulek, hrvatski jezikoslovac († 1895.) - 1889. – Adolf Hitler, njemački diktator († 1945.) - 1893. – Joan Miró, katalunski slikar († 1983.) - 1920. – Ratko Zvrko, hrvatski književnik, novinar i boksač († 1998.) - 1923. – Majka Angelica, američka redovnica i tv-voditeljica († 2016.) - 1938. – Juraj Kolarić, hrvatski teolog i crkveni povjesničar - 1954. – Sead Begović, hrvatski i bošnjački književnik († 2018.) - 1972. – Svetlana Išmuratova, ruska biatlonka - 1972. – Carmen Electra, američka glumica, manekenka i pjevačica - 1973. – Vanja Ilić, hrvatska arhitektica - 1980. – Basta (reper), ruski reper - 1984. – Maida Arslanagić, hrvatska rukometašica - 1984. – Mihovil Španja, hrvatski plivač - 1985. – Pavo Marković, hrvatski vaterpolist - 1990. – Marta Žderić, hrvatska rukometašica - 1997. – Alexander Zverev, njemački tenisač | - 1322. – Simone Rinalducci, talijanski redovnik (* ~1260.) - 1872. – Ljudevit Gaj, hrvatski političar, jezikoslovac, ideolog, novinar i književnik (* 1809.) - 1970. – Paul Celan, njemački liričar rumunjskog porijekla - 1992. – Benny Hill, engleski komičar - 1995. – Milovan Đilas, crnogorski političar (* 1911.) - 1998. – Octavio Paz, meksički književnik i diplomat (* 1914.) - 2003. – Bernard Katz, njemački biofizičar (* 1911.) - 2006. – Igor Kuljerić, hrvatski skladatelj, dirigent i akademik (* 1938.) - 2008. – Monica Lovinescu, rumunjska novinarka (* 1923.) - 2015. – Nikola Kallay, hrvatski kemičar i akademik (* 1942.) - 2018. – Avicii, švedski DJ, glazbeni producent i mješač zvuka (* 1989.) |

## Blagdani i spomendani
- Šimun Todijski